# Blumröder (Adelsgeschlecht)

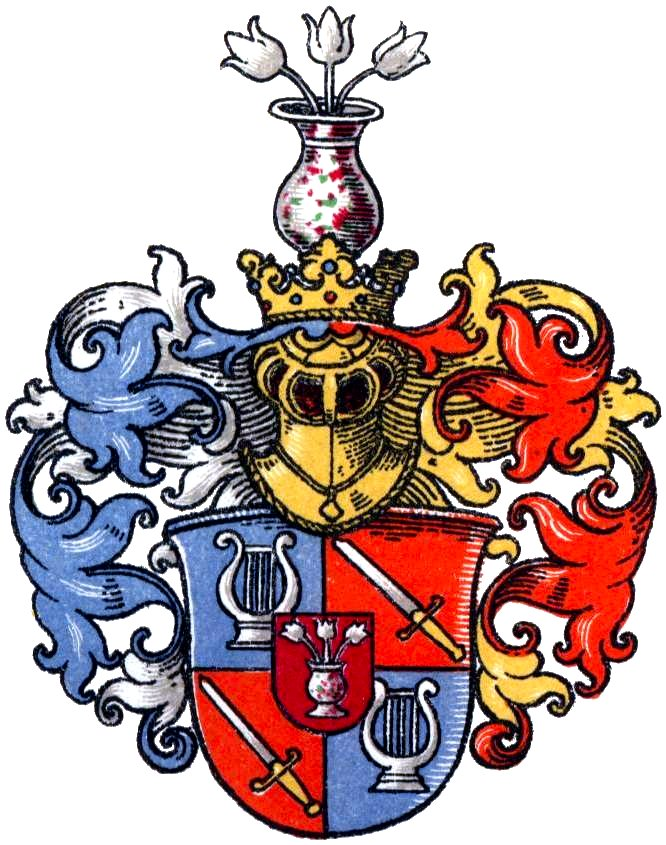
Wappen derer von Blumröder

Die Herren von Blumröder (auch Blumenröther oder Blumroeder) sind ein westfälisches Adelsgeschlecht.

## Geschichte
Die Familie wurde mit August Blumröder am 6. August 1816 in den fürstlich schwarzburg-sonderhausenschen Adelsstand erhoben. Pfarrer Ferdinand Blumröder (1793–1878) war Augusts Cousin.
August Blumröder war der einzige Sohn des Pfarrers von Großbreitenbach Christian August Blumröder (1739–1804) und seiner Ehefrau Sophie Christiane, geb. Langbein (1747–1799), Tochter des Konrektors am Gymnasium in Arnstadt Johann Christian Langbein.
Mitte Februar 1812 heiratete August Blumröder in Sondershausen Albertine Victoria Friederike von Weise (1781–1832), die älteste Tochter des Kammerpräsidenten und Regierungschefs von Schwarzburg-Sondershausen Adolf von Weise, und war nach ihrem Tod ab 28. Juli 1833 in zweiter Ehe mit Sophie Christiane Caroline von Weise (1786–1851), einer anderen Tochter des Adolf Weises verheiratet. Aus der ersten Ehe gingen fünf Kinder (vier Jungen und ein früh gestorbenes Mädchen) hervor.
Das Geschlecht besaß 1817 das Gut Rönhagen, heute Olfen im Kreis Lüdinghausen, und seit ca. Mitte des 18. Jahrhunderts Haus Berge bei Bork, Ortsteil der Stadt Selm im Kreis Unna. Haus Berge gelangte um 1800 durch Heirat an die Familie Zurmühlen.

## Namensträger
- August Blumröder (1776–1860), Offizier, Publizist und Abgeordneter, Vater von Adolf von Blumröder
- Adolf von Blumröder (1819–1894), preußischer Generalleutnant und Sohn von August Blumröder und Großvater von Hans-Adolf von Blumröder
- Christoph von Blumröder (* 1951), deutscher Musikwissenschaftler
- Hans-Adolf von Blumröder (1904–1992), deutscher Offizier

## Wappen
Blasonierung: Das Schild geviert mit Mittelschild. In Letzterem in Purpur eine bunte Blumenvase mit drei silbernen Tulpen. Felder 1 und 4 in Blau eine silberne Leier. Felder 2 und 3 in Rot ein schräglinks gelegtes silbernes Schwert. Auf dem goldenen, gekrönten Helm die Vase des Mittelschildes mit den Tulpen. Die Helmdecken sind blau-silbern und rot-golden.